# 暴風傳奇
《暴風傳奇》（中国大陆又译作）是Dimps开发，万代南梦宫游戏发行的电子角色扮演游戏。游戏于2006年10月在日本独占发行，是传说系列的外传“护航舰”作品。游戏使用传说系列例行的线性动作战斗系统，并为DS的触摸屏操控做了优化。游戏还加入了多人游戏元素。
游戏设定于虚构的阿雷乌拉大陆，以拥有半人半兽变身能力的“异端种族”雷蒙族少年凯乌斯为主角。游戏讲述凯乌斯解救被教会“异端狩猎”的养父，之后探索异端狩猎背后秘密的故事。游戏特有类型名称为“灵魂觉醒的RPG”。
《暴风传说》由樱庭统配乐，猪股睦美和奥村大悟设计角色，吉积信制作。这是系列首款任天堂DS游戏，也是传说团队吸取任天堂DS开发经验的作品。游戏在数度延期后发行。游戏发行后在日本评价分化，其故事和游戏性获得称赞，但技术质量和短流程等沦为批评对象。游戏最初被视作正篇，但制作人后来将其归为衍生作。游戏随后推出小说、广播剧等周边作品。

## 玩法

图为《暴风传说》战斗画面，游戏采用“3对3线性动作战斗系统”

《暴风传说》是一款动作角色扮演游戏。玩家控制角色，在3D的世界地图、城镇与迷宫中移动。任天堂DS采用一个屏幕显示角色和环境画面，另一屏幕显示角色状态等菜单选项。游戏有影响环境和要素的昼夜系统——比如夜晚敌人会变强、部分区域无法进入，也有一些道具和宝箱只有夜晚才能获得。
游戏战斗系统为系列经典线性动作战斗系统（LMBS）的俯视版。LMBS系统采用即时制，类似于格斗游戏，玩家按键触发行动，并通过按键与组合发动一般攻击与各种特殊行动。《暴风传说》所用的系统称为“3对3 LMBS”。玩家在战斗中控制三名角色中的一人，另两名角色由游戏人工智能按玩家所设战术自动控制，同时玩家所控角色也可在自动、半自动或手动模式间切换。和《重生傳奇》类似，本作战斗分三条平面，角色可以在平面间移动，藉此躲避或夹击敌人。治愈、角色控制、道具使用等操作可通过DS触摸屏完成。
游戏沿用系列作品固有的料理系统。料理的食物可以恢复体力与技能点。选定正确的食材、或使用对应的食谱，即可成功料理食物。料理食用过后，必须进入战斗或投宿旅馆，方能再次食用。部分料理能暂时提升队伍的能力。
在单人模式获得特定道具后，就可以解锁本地多人模式。之后玩家可以进入专门的多人迷宫，迷宫允许至多三人合作，获取迷宫深处的宝箱。若任意一名玩家被击败，团队就要从最近的“存档点”重新开始。多人模式道具和游戏货币状态会在单人模式保留，而经验值则全部舍弃。

## 情节
游戏设定于虚构的阿雷乌拉大陆。在游戏故事开始的100年前，拥有变身为半人半兽能力的种族“雷蒙之民”和平的统治着阿雷乌拉，并和弱小的人类和平共处。但雷蒙之民忽然极速灭绝，广为流传的说法称，当时人类和雷蒙族间发生了“兽人战争”；此后阿雷乌拉被逐渐被人类统治。国王下令设立教会抓捕雷蒙之民，并将其谓之“异端狩猎”，同时组建骑士团作为战斗力量。现存的雷蒙则隐藏身份和人类生活，或是远离人类隐居。
游戏从阿雷乌拉边境之村菲伦开始。一日，少年凯乌斯在村口发现了受怪物袭击而重伤的骑士，骑士临死前拜托他将巨大的红色“心灵结晶”交给首都僵那的大公。不久村中出现大量魔物，凯乌斯的养父拉姆拉斯为消灭敌人变身为兽人，但这也暴露了他雷蒙族的身份。有村民为了金钱，将拉姆拉斯之事报告给异端审问官鲁基乌斯和罗米。菲伦的祭祀夫妇——凯乌斯青梅竹马露比亚的父母——为保护拉姆拉斯而被罗米杀害，拉姆拉斯亦被异端审问官带走。为报父母之仇的露比亚，以及解救养父的凯乌斯，离开菲伦前往首都僵那。
在途中，调查阿雷乌拉异形事件的瑟西比亚王子提尔基斯、其雷蒙族随从佛雷斯特，以及教会僧兵阿莉娅加入了队伍。在三人的帮助之下，凯乌斯将拉姆拉斯从僵那教会救出，但罗米之后又将拉姆拉斯杀害。之后凯乌斯等人得知，教会抓捕雷蒙之民是为了获得族人的宝物“心灵结晶”，以此练成能呼唤死者灵魂、令其长生不老的“生命之法”。为阻止教皇的计划，一行决定寻找剩余的红宝石。
为探索秘密，一行来到已成为废墟的原雷蒙族首都。但是教团审问官二人在此将露比亚劫持，当做交换凯乌斯手中巨大结晶的条件。在交换中，鲁基乌斯透露他是凯乌斯同父同母的兄弟。之后凯乌斯一行返回僵那教堂阻止仪式。在和教皇战斗后，教皇恢复了意识，称自己在研究生命之法时被怪物侵占身体，正当他打算透露更多内容时，罗米将之杀死。他用最后的力气告诉凯乌斯一行，去找当时雷蒙族的宰相库贝尔。
库贝尔称这一切都是国王的黑幕，百年前“兽人战争”实际是生命之法的失败，让数十万兽人的灵魂被抽取变成心灵结晶。在库贝尔的指引下，凯乌斯等人来到过往的根据地。在和鲁基乌斯合作，击败了实为魔物的罗米后，一行见到了国王。国王称他来自异世界，需要通过生命之法打开通往异世界的门，而库贝尔和教皇都是他完成生命之法的棋子。国王向凯乌斯展示了生命之法，开启了一道露出无数魔物的门。在最后的战斗中，凯乌斯等人将国王击败，关闭了那扇门。在三个月后人类与雷蒙族的评议会上，凯乌斯等人再度会面，人们正在重建世界、消灭遗留的怪物、讨论人类与雷蒙族沟通的可能性。游戏以凯乌斯和露比亚登船，前往更广阔的世界学习结束。

## 开发与发行
游戏由日本游戏工作室Dimps开发。《暴风传说》是首款为任天堂DS开发的传说作品。开发者希望将传说系列分为家用机和掌机两大流派。《暴风传说》的立意是一款小品级传说游戏。同时团队还想营造能随时随地游玩传说的体验。系列制作人马场英雄后来称，对任天堂DS的不了解引发了许多技术问题。标题“暴风”主要意图体现“全世界可能发生的大乱”与“激烈的变故”的感受。游戏开发期间暂定标题“TO#DS1”，意味着DS上第一部传说游戏；之中又有提出DS双关“Doom Sign”（Doom为命运）的方案，然因“Doom”在美国指毁灭性命运而放弃。
《深渊传说》制作人吉积信在完成该作后开始《暴风传说》制作。游戏角色由猪股睦美和奥村大悟设计，这是猪股第五款担当设计传说游戏，游戏画面和原画都采用低头身的设计。参与系列设计相对较少的奥村设立了罗米和国王等角色。和使用完全动画开场的前作不同，本作开场结合了计算机成像（CGI）和游戏图形，动画部分段由Production I.G.制作。剧本由平野诗、沖俣陸和栗田真樹生编写，其中冲俣在开发中途加入编写。游戏总主题直接沿用自《深渊传说》和《重生傳奇》，为探索各种族和人类间的共存。如同系列其他作品，本作的特有种类名称为“灵魂觉醒的RPG”。游戏音乐由系列主作曲者樱庭统谱写。作为第一款作曲的DS游戏，他感到非常辛苦。因为硬件机能的限制，樱庭统减少了流行乐的比重，同时营造出雄壮感。作品主题曲《VS》由歌手misono演唱，她在当初属于乐队近未来时，为《仙乐传说》演唱过主题曲。同样因为硬件限制，《暴风传说》仅在发动能力和完成料理时有配音。
游戏最早在2005年10月以“传说DS”名义公开，当时称游戏计划在2006年推出。游戏名称于2005年12月正式公布，当时称开发完成度为30%。2006年1月的公布称游戏开发程度为50%。游戏发行日期起初定于2006年4月13日，但后来宣布延期至同年6月8日。然而接着官方又称游戏延期至“2006年末”，理由是为还需依DS的特殊设计彻底开发游戏功能。吉积后来称延期责任皆归个人。

### 周边
游戏有多款促销或周边产品。促销产品之一是32页的《暴风传说官方Fanbook》，书中收录了猪股的采访和系列于本作的小知识。2006年10月至2007年2月间出版了三本不同的攻略本。Super Dash文库在2007年1月和3月推出了两卷小说，两卷分别为《岚之章》和《辉之章》。小说由金月龙之介撰写，猪股和松竹德幸插画，书中收录了新的故事和角色发展。游戏原声专辑《暴风传说原声大碟》于2007年2月27日出版；专辑收录了沖俣编剧、讲述凯乌斯和露比亚在游戏结尾登船的广播剧。

## 评价
《暴風傳奇》共出货30.1万套。游戏首周销量8.8万，推出10日內售出105,288套，《任天堂Dream》评论称“以人气系列的全新作品而言，稍嫌不夠活絡”。至2007年年底售出205,541套。
日本媒体对游戏评价分化。游戏的剧情、战斗系统和开场动画获得媒体称赞，但游戏分量和技术问题方面招致批评。评论普遍对游戏富有魅力的剧情表示称赞，《电击DS Style》认为《暴风传说》在剧情方面，故事的前期展开“作为系列作品而言完成得不错”，《Game Side》也特别称赞了凯乌斯和露比亚淡淡的恋爱故事。评论对于游戏“动作感强”“节奏良好”的战斗系统表示称赞，但对伙伴AI貧弱、状态值和战斗界面分列两屏，以及战斗连击数显示于上屏表示不满。除了战斗系统外，媒体還称赞本作“满载着系列的魅力”，並肯定了开场良好的动画部分及搭配歌曲；但《Gemaga》同時认为这些要素都是由之前的作品简化而来，綜合来看就和以往的家用机作品相比不尽人意。游戏10多小时的流程招致普遍批评，《圣洁传说》制作人大舘隆司称，《暴風傳奇》作为系列小品游戏制作而成，未必能讓玩家心满意足。而技术问题是另一批评对象，《周刊Fami通》称因质量问题，使用2D图形也比3D貼圖来的要好。其他批评还如：地图寬廣不易掌握目的地，无系列遊玩经验者难以理解遊戲系统，联机功能過於侷限，對話信息显示于上屏等。
虽然游戏仅在日本发行，但日本以外的媒体也评测了游戏。Cubed3.com的亚当·赖利的评价相对积极，认为日本的评论过于严厉。他认为虽然战斗系统较难掌控且世界地图太大，对故事、图形和原声都值得赞扬。他亦称赞游戏的快节奏能让12小时的游戏时间得以尽量利用。相反，Siliconera库尔特·卡拉塔的意见则总体消极。他称游戏的低预算是“最大的问题”，称游戏故事和角色不足、没有传说的典型特征，并对战斗系统表示批评。IGN的Anoop Gantayat在预告中称游戏娱乐性尚可接受，但触屏操作存在问题。中国大陆《游戏机实用技术》杂志后来将游戏与同平台续作《圣洁传说》做了对比，称本作系统简陋，剧情过短且头目战过少，让玩家失去了挑战的动力。

### 影响
在最初的宣传中，《暴风传说》被称作系列正篇游戏。在游戏推出后，随着2007年7月《純真傳奇》的公布，系列作品被划分为正篇“母舰”和衍生作“护航舰”。吉积在2007年称《暴风传说》是《純真傳奇》的先行者，并正式将《暴风传说》划分到护航舰。Game Informer推测原因为不得评论和爱好者之称赞，然官方没有确认原因。游戏亦未在日本外本地化。后来《純真傳奇》的工作人员称，《暴风传说》在开发期即被定为衍生作。在《純真傳奇》的PlayStation Vita移植版《純真傳奇R》发行后，有媒体根据其中的原画推测《暴风传说》会重制。2014年的一则消息称，万代南梦宫计划有朝一日为日本爱好者和西方重制《暴风传说》，然而事情没有跟进。